# Lista odcinków serialu Chirurdzy
Grey’s Anatomy: Chirurdzy – amerykański serial medyczny, który miał swoją premierę 27 marca 2005 roku na antenie stacji ABC.
Serial jest emitowany od 21 sezonów i skupia się na fikcyjnym życiu stażystów chirurgicznych, którzy stopniowo ewoluują w doświadczonych lekarzy, jednocześnie próbując utrzymywać życie osobiste. Serial został stworzony jako rasowo zróżnicowany, wykorzystując nietradycyjną technikę castingu (ang. color-blind casting). Serial kręcony jest głównie w Los Angeles. Tytuł serialu jest grą słów z Gray’s Anatomy, bardzo znaną i znaczącą książką o ludzkiej anatomii.
Od dwudziestego pierwszego sezonu serialu odcinki będą emitowane w czwartki o godzinie 22:00 EST. W sezonach od trzeciego do dwudziestego odcinki emitowane były w czwartki o godzinie 21:00 EST. Odcinki z pierwszych dwóch sezonów emitowane były zaraz po serialu Gotowe na wszystko w niedzielę o godzinie 22:00 EST. Wszystkie odcinki mają około 43 minut, wyłączając reklamy, i są emitowane równocześnie w jakości HDTV i SDTV. Odcinki są także dostępne do ściągnięcia w iTunes Store w HD i standardowej jakości oraz na Amazon Video już jeden dzień po emisji w telewizji. Odcinki są także udostępniane na VOD stacji ABC około jeden do dwóch dni po premierze telewizyjnej. Nowe odcinki są także regularnie udostępniane na oficjalnej stronie serialu oraz na Hulu. W 2009 roku ABC podpisało umowę umożliwiającą oglądanie odcinków poprzez media strumieniowe na platformie Netflix. Serial jest dostępny na platformie streamingowej Disney+.
Serial był wśród najlepszych dziesięciu w Stanach Zjednoczonych od pierwszego do czwartego sezonu. Odcinki serialu Chirurdzy wygrały wiele nagród, m.in. Złoty Glob za najlepszy serial dramatyczny, People’s Choice Award dla najpopularniejszego serialu dramatycznego oraz wiele nagród NAACP Image Award dla najlepszego serialu dramatycznego. Wszystkie sezony serialu zostały wydane na płytach DVD.
Do 30 maja 2024 wyemitowanych zostało 430 odcinków serialu. 2 kwietnia 2024 serial został przedłużony o kolejny – dwudziesty pierwszy sezon. W Polsce serial jest emitowany przez telewizję FX.

## Przegląd sezonów
| Seria | Seria | Odcinki | Pierwsza emisja ABC | Pierwsza emisja ABC | Pierwsza emisja   | Pierwsza emisja  | Dystrybucja |
| Seria | Seria | Odcinki | Premiera serii      | Finał serii         | Premiera serii    | Finał serii      | Dystrybucja |
| ----- | ----- | ------- | ------------------- | ------------------- | ----------------- | ---------------- | ----------- |
|       | 1     | 9       | 27 marca 2005       | 22 maja 2005        | 1 lipca 2005      | 26 sierpnia 2005 | Polsat      |
|       | 2     | 27      | 25 września 2005    | 15 maja 2006        | 6 lutego 2007     | 8 maja 2007      | Fox Life    |
|       | 3     | 25      | 21 września 2006    | 17 maja 2007        | 15 maja 2007      | 7 sierpnia 2007  | Fox Life    |
|       | 4     | 17      | 27 września 2007    | 22 maja 2008        | 4 marca 2008      | 12 września 2008 | Fox Life    |
|       | 5     | 24      | 25 września 2008    | 14 maja 2009        | 3 marca 2009      | 4 sierpnia 2009  | Fox Life    |
|       | 6     | 24      | 24 września 2009    | 20 maja 2010        | 3 marca 2010      | 11 sierpnia 2010 | Fox Life    |
|       | 7     | 22      | 23 września 2010    | 19 maja 2011        | 9 marca 2011      | 29 czerwca 2011  | Fox Life    |
|       | 8     | 24      | 22 września 2011    | 17 maja 2012        | 11 stycznia 2012  | 6 czerwca 2012   | Fox Life    |
|       | 9     | 24      | 27 września 2012    | 16 maja 2013        | 9 stycznia 2013   | 29 maja 2013     | Fox Life    |
|       | 10    | 24      | 26 września 2013    | 15 maja 2014        | 22 stycznia 2014  | 21 maja 2014     | Fox Life    |
|       | 11    | 25      | 25 września 2014    | 14 maja 2015        | 21 stycznia 2015  | 27 maja 2015     | Fox         |
|       | 12    | 24      | 24 września 2015    | 19 maja 2016        | 13 stycznia 2016  | 25 maja 2016     | Fox         |
|       | 13    | 24      | 22 września 2016    | 18 maja 2017        | 16 listopada 2016 | 31 maja 2017     | Fox         |
|       | 14    | 24      | 28 września 2017    | 17 maja 2018        | 22 listopada 2017 | 23 maja 2018     | Fox         |
|       | 15    | 25      | 27 września 2018    | 16 maja 2019        | 14 listopada 2018 | 29 maja 2019     | Fox         |
|       | 16    | 21      | 26 września 2019    | 9 kwietnia 2020     | 20 listopada 2019 | 6 maja 2020      | Fox         |
|       | 17    | 17      | 12 listopada 2020   | 3 czerwca 2021      | 13 stycznia 2021  | 16 czerwca 2021  | Fox         |
|       | 18    | 20      | 30 września 2021    | 26 maja 2022        | 8 grudnia 2021    | 22 czerwca 2022  | Fox         |
|       | 19    | 20      | 6 października 2022 | 18 maja 2023        | 8 marca 2023      | 26 lipca 2023    | Fox         |
|       | 20    | 10      | 14 marca 2024       | 30 maja 2024        | 8 maja 2024       | 10 lipca 2024    | FX          |
|       | 21    | 18      | 26 września 2024    | 15 maja 2025        | 5 marca 2025      | 2 lipca 2025     | FX          |

## Sezon 1 (2005)
| Nr | # | Tytuł                            | Polski tytuł                   | Reżyseria          | Scenariusz                             | Premiera (ABC)   | Premiera w Polsce                                     | Kod   |
| -- | - | -------------------------------- | ------------------------------ | ------------------ | -------------------------------------- | ---------------- | ----------------------------------------------------- | ----- |
| 1  | 1 | A Hard Day’s Night               | Noc po ciężkim dniu            | Peter Horton       | Shonda Rhimes                          | 27 marca 2005    | 1 lipca 2005 (Polsat) 9 stycznia 2007 (Fox Life)      | #1.1  |
| 2  | 2 | The First Cut Is The Deepest     | Pierwsza rana jest najgłębsza  | Peter Horton       | Shonda Rhimes                          | 3 kwietnia 2005  | 8 lipca 2005 (Polsat) 9 stycznia 2007 (Fox Life)      | #1.2. |
| 3  | 3 | Winning A Battle, Losing The War | Wygrana bitwa, przegrana wojna | Tony Goldwyn       | Shonda Rhimes                          | 10 kwietnia 2005 | 15 lipca 2005 (Polsat) 16 stycznia 2007 (Fox Life)    | #1.3  |
| 4  | 4 | No Man’s Land                    | Ziemia niczyja                 | Adam Davidson      | James D. Parriott                      | 17 kwietnia 2005 | 22 lipca 2005 (Polsat) 16 stycznia 2007 (Fox Life)    | #1.4  |
| 5  | 5 | Shake Your Groove Thing          | Rusz się!                      | John David Coles   | Ann Hamilton                           | 24 kwietnia 2005 | 29 lipca 2005 (Polsat) 23 stycznia 2007 (Fox Life)    | #1.5  |
| 6  | 6 | If Tomorrow Never Comes          | Jeśli jutra nie będzie         | Scott Brazil       | Krista Vernoff                         | 1 maja 2005      | 5 sierpnia 2005 (Polsat) 23 stycznia 2007 (Fox Life)  | #1.6  |
| 7  | 7 | The Self-Destruct Button         | Samounicestwienie              | Darnell Martin     | Kip Koenig                             | 8 maja 2005      | 12 sierpnia 2005 (Polsat) 30 stycznia 2007 (Fox Life) | #1.7  |
| 8  | 8 | Save Me                          | Ocal mnie                      | Sarah Pia Anderson | Mimi Schmir                            | 15 maja 2005     | 19 sierpnia 2005 (Polsat) 30 stycznia 2007 (Fox Life) | #1.8  |
| 9  | 9 | Who’s Zoomin’ Who?               | Sekrety                        | Wendey Stanzler    | Gabrielle Stanton & Harry Werksman Jr. | 22 maja 2005     | 26 sierpnia 2005 (Polsat) 6 lutego 2007 (Fox Life)    | #1.9  |

## Sezon 2 (2005–2006)
| Nr | #  | Tytuł                                         | Polski tytuł             | Reżyseria           | Scenariusz                             | Premiera (ABC)       | Premiera w Polsce (Fox Life) | Kod   |
| -- | -- | --------------------------------------------- | ------------------------ | ------------------- | -------------------------------------- | -------------------- | ---------------------------- | ----- |
| 10 | 1  | Raindrops Keep Falling On My Head             | Deszcz                   | Peter Horton        | Stacy McKee                            | 25 września 2005     | 6 lutego 2007                | #2.1  |
| 11 | 2  | Enough Is Enough                              | Tyle wystarczy           | Peter Horton        | James D. Parriott                      | 2 października 2005  | 13 lutego 2007               | #2.2  |
| 12 | 3  | Make Me Lose Control                          | Dzień do wymazania       | Adam Davidson       | Krista Vernoff                         | 9 października 2005  | 13 lutego 2007               | #2.3  |
| 13 | 4  | Deny, Deny, Deny                              | Zaprzeczenie             | Wendey Stanzler     | Zoanne Clack                           | 16 października 2005 | 20 lutego 2007               | #2.4  |
| 14 | 5  | Bring The Pain                                | Siła bólu                | Mark Tinker         | Shonda Rhimes                          | 23 października 2005 | 20 lutego 2007               | #2.5  |
| 15 | 6  | Into You Like A Train                         | Katastrofa               | Jeff Melman         | Krista Vernoff                         | 30 października 2005 | 27 lutego 2007               | #2.6  |
| 16 | 7  | Something To Talk About                       | Coś do omówienia         | Adam Davidson       | Stacy McKee                            | 6 listopada 2005     | 27 lutego 2007               | #2.7  |
| 17 | 8  | Let It Be                                     | Zostawmy to              | Lesli Linka Glatter | Mimi Schmir                            | 13 listopada 2005    | 6 marca 2007                 | #2.8  |
| 18 | 9  | Thanks For The Memories                       | Dzięki za pamięć         | Michael Dinner      | Shonda Rhimes                          | 20 listopada 2005    | 6 marca 2007                 | #2.9  |
| 19 | 10 | Much Too Much                                 | O wiele za dużo          | Wendey Stanzler     | Gabrielle Stanton & Harry Werksman Jr. | 27 listopada 2005    | 13 marca 2007                | #2.10 |
| 20 | 11 | Owner Of A Lonely Heart                       | Samotne serca            | Daniel Minahan      | Mark Wilding                           | 4 grudnia 2005       | 13 marca 2007                | #2.11 |
| 21 | 12 | Grandma Got Run Over By A Reindeer            | Nastrój świąteczny       | Peter Horton        | Krista Vernoff                         | 11 grudnia 2005      | 20 marca 2007                | #2.12 |
| 22 | 13 | Begin The Begin                               | Zacząć od początku       | Jessica Yu          | Kip Koenig                             | 15 stycznia 2006     | 20 marca 2007                | #2.13 |
| 23 | 14 | Tell Me Sweet Little Lies                     | Małe kłamstwa            | Adam Davidson       | Tony Phelan & Joan Rater               | 22 stycznia 2006     | 27 marca 2007                | #2.14 |
| 24 | 15 | Break On Through                              | Granica                  | David Paymer        | Zoanne Clack                           | 29 stycznia 2006     | 27 marca 2007                | #2.15 |
| 25 | 16 | It’s The End Of The World (Part 1)            | Apokalipsa (Część 1)     | Peter Horton        | Shonda Rhimes                          | 5 lutego 2006        | 3 kwietnia 2007              | #2.16 |
| 26 | 17 | As We Know It (Part 2)                        | Złe przeczucie (Część 2) | Peter Horton        | Shonda Rhimes                          | 12 lutego 2006       | 3 kwietnia 2007              | #2.17 |
| 27 | 18 | Yesterday                                     | Miniony dzień            | Rob Corn            | Mimi Schmir                            | 19 lutego 2006       | 10 kwietnia 2007             | #2.18 |
| 28 | 19 | What Have I Done To Deserve This?             | Karma                    | Wendey Stanzler     | Stacy McKee                            | 26 lutego 2006       | 10 kwietnia 2007             | #2.19 |
| 29 | 20 | Band Aid Covers The Bullet Hole               | Plaster na ranę          | Julie Anne Robinson | Gabrielle Stanton & Harry Werksman Jr. | 12 marca 2006        | 17 kwietnia 2007             | #2.20 |
| 30 | 21 | Superstition                                  | Przesądy                 | Tricia Brock        | James D. Parriott                      | 19 marca 2006        | 17 kwietnia 2007             | #2.21 |
| 31 | 22 | The Name Of The Game                          | Reguły gry               | Seith Mann          | Blythe Robe                            | 2 kwietnia 2006      | 24 kwietnia 2007             | #2.22 |
| 32 | 23 | Blues For Sister Someone                      | Rytm życia               | Jeff Melman         | Elizabeth Klaviter                     | 30 kwietnia 2006     | 24 kwietnia 2007             | #2.23 |
| 33 | 24 | Damage Case                                   | Kwestia równowagi        | Tony Goldwyn        | Mimi Schmir                            | 7 maja 2006          | 1 maja 2007                  | #2.24 |
| 34 | 25 | 17 Seconds                                    | 17 sekund                | Daniel Minahan      | Mark Wilding                           | 14 maja 2006         | 1 maja 2007                  | #2.25 |
| 35 | 26 | Deterioration Of The Fight Or Flight Response | Uciec czy zostać         | Rob Corn            | Tony Phelan & Joan Rater               | 15 maja 2006         | 8 maja 2007                  | #2.26 |
| 36 | 27 | Losing My Religion                            | Wiara utracona           | Mark Tinker         | Shonda Rhimes                          | 15 maja 2006         | 8 maja 2007                  | #2.27 |

## Sezon 3 (2006–2007)
| Nr | #  | Tytuł                                | Polski tytuł                      | Reżyseria           | Scenariusz                              | Premiera (ABC)       | Premiera w Polsce (Fox Life) | Kod   |
| -- | -- | ------------------------------------ | --------------------------------- | ------------------- | --------------------------------------- | -------------------- | ---------------------------- | ----- |
| 37 | 1  | Time Has Come Today                  | Kwestia czasu                     | Daniel Minahan      | Shonda Rhimes                           | 21 września 2006     | 15 maja 2007                 | #3.1  |
| 38 | 2  | I Am A Tree                          | Trudne wybory                     | Jeff Melman         | Krista Vernoff                          | 28 września 2006     | 15 maja 2007                 | #3.2  |
| 39 | 3  | Sometimes A Fantasy                  | Fantazje                          | Adam Arkin          | Debora Cahn                             | 5 października 2006  | 22 maja 2007                 | #3.3  |
| 40 | 4  | What I Am                            | Kim jesteśmy                      | Dan Lerner          | Allan Heinberg                          | 12 października 2006 | 22 maja 2007                 | #3.4  |
| 41 | 5  | Oh, The Guilt                        | Poczucie winy                     | Jeff Melman         | Zoanne Clack & Tony Phelan & Joan Rater | 19 października 2006 | 29 maja 2007                 | #3.5  |
| 42 | 6  | Let The Angels Commit                | Kwestia zaangażowania             | Jessica Yu          | Stacy McKee                             | 2 listopada 2006     | 29 maja 2007                 | #3.6  |
| 43 | 7  | Where The Boys Are                   | Nowy początek                     | Daniel Minahan      | Mark Wilding                            | 9 listopada 2006     | 5 czerwca 2007               | #3.7  |
| 44 | 8  | Staring At The Sun                   | Patrząc w stronę słońca           | Jeff Melman         | Gabrielle Stanton & Harry Werksman Jr.  | 16 listopada 2006    | 5 czerwca 2007               | #3.8  |
| 45 | 9  | From A Whisper To A Scream           | Od szeptu do krzyku               | Julie Anne Robinson | Kip Koenig                              | 23 listopada 2006    | 12 czerwca 2007              | #3.9  |
| 46 | 10 | Don’t Stand So Close To Me           | Za blisko siebie                  | Seith Mann          | Carolina Paiz                           | 30 listopada 2006    | 12 czerwca 2007              | #3.10 |
| 47 | 11 | Six Days (Part 1)                    | Sześć dni (Część 1)               | Greg Yaitanes       | Krista Vernoff                          | 11 stycznia 2007     | 19 czerwca 2007              | #3.11 |
| 48 | 12 | Six Days (Part 2)                    | Sześć dni (Część 2)               | Greg Yaitanes       | Krista Vernoff                          | 18 stycznia 2007     | 26 czerwca 2007              | #3.12 |
| 49 | 13 | Great Expectations                   | Wielkie oczekiwania               | Michael Grossman    | Eric Buchman                            | 25 stycznia 2007     | 26 czerwca 2007              | #3.13 |
| 50 | 14 | Wishin’ And Hopin                    | Pragnienia i nadzieje             | Julie Anne Robinson | Tony Phelan & Joan Rater                | 1 lutego 2007        | 3 lipca 2007                 | #3.14 |
| 51 | 15 | Walk On Water (Part 1)               | Chodzenie po wodzie (Część 1)     | Rob Corn            | Shonda Rhimes                           | 8 lutego 2007        | 3 lipca 2007                 | #3.15 |
| 52 | 16 | Drowning On Dry Land (Part 2)        | Tracąc grunt pod nogami (Część 2) | Rob Corn            | Shonda Rhimes                           | 15 lutego 2007       | 10 lipca 2007                | #3.16 |
| 53 | 17 | Some Kind Of Miracle (Part 3)        | Oczekiwanie na cud (Część 3)      | Adam Arkin          | Shonda Rhimes & Marti Noxon             | 22 lutego 2007       | 10 lipca 2007                | #3.17 |
| 54 | 18 | Scars And Souvenirs                  | Stare rany                        | James Frawley       | Debora Cahn                             | 15 marca 2007        | 10 lipca 2007                | #3.18 |
| 55 | 19 | My Favorite Mistake                  | Ulubiony błąd                     | Tamra Davis         | Chris Van Dusen                         | 22 marca 2007        | 17 lipca 2007                | #3.19 |
| 56 | 20 | Time After Time                      | Przeszłość powraca                | Christopher Misiano | Stacy McKee                             | 19 kwietnia 2007     | 17 lipca 2007                | #3.20 |
| 57 | 21 | Desire                               | Pożądanie                         | Tom Verica          | Mark Wilding                            | 26 kwietnia 2007     | 24 lipca 2007                | #3.21 |
| 58 | 22 | The Other Side Of This Life (Part 1) | Inna strona życia (Część 1)       | Michael Grossman    | Shonda Rhimes                           | 3 maja 2007          | 24 lipca 2007                | #3.22 |
| 59 | 23 | The Other Side Of This Life (Part 2) | Inna strona życia (Część 2)       | Michael Grossman    | Shonda Rhimes                           | 3 maja 2007          | 31 lipca 2007                | #3.23 |
| 60 | 24 | Testing 1-2-3                        | Test                              | Christopher Misiano | Allan Heinberg                          | 10 maja 2007         | 31 lipca 2007                | #3.24 |
| 61 | 25 | Didn’t We Almost Have It All?        | U progu szczęścia                 | Rob Corn            | Tony Phelan & Joan Rater                | 17 maja 2007         | 7 sierpnia 2007              | #3.25 |

## Sezon 4 (2007–2008)
| Nr | #  | Tytuł                                  | Polski tytuł                         | Reżyseria           | Scenariusz                     | Premiera (ABC)       | Premiera w Polsce (Fox Life) | Kod   |
| -- | -- | -------------------------------------- | ------------------------------------ | ------------------- | ------------------------------ | -------------------- | ---------------------------- | ----- |
| 62 | 1  | A Change is Gonna Come                 | Zmiany są nieuchronne                | Rob Corn            | Shonda Rhimes                  | 27 września 2007     | 4 marca 2008                 | #4.1  |
| 63 | 2  | Love/Addiction                         | Nałogowa miłość                      | James Frawley       | Debora Cahn                    | 4 października 2007  | 11 marca 2008                | #4.2  |
| 64 | 3  | Let The Truth Sting                    | Prawda wychodzi na jaw               | Daniel Minahan      | Mark Wilding                   | 11 października 2007 | 18 marca 2008                | #4.3  |
| 65 | 4  | The Heart Of The Matter                | Sedno problemu                       | Randall Zisk        | Allan Heinberg                 | 18 października 2007 | 25 marca 2008                | #4.4  |
| 66 | 5  | Haunt You Every Day                    | Prześladowania                       | Bethany Rooney      | Krista Vernoff                 | 25 października 2007 | 2 kwietnia 2008              | #4.5  |
| 67 | 6  | Kung Fu Fighting                       | Walka kobiet                         | Tom Verica          | Stacy McKee                    | 1 listopada 2007     | 9 kwietnia 2008              | #4.6  |
| 68 | 7  | Physical Attraction, Chemical Reaction | Fizyczna atrakcja, chemiczna reakcja | Jeff Melman         | Tony Phelan & Joan Rater       | 8 listopada 2007     | 16 kwietnia 2008             | #4.7  |
| 69 | 8  | Forever Young                          | Wiecznie młodzi                      | Rob Corn            | Mark Wilding                   | 15 listopada 2007    | 23 kwietnia 2008             | #4.8  |
| 70 | 9  | Crash Into Me (Part 1)                 | Walka wewnętrzna (Część 1)           | Michael Grossman    | Shonda Rhimes & Krista Vernoff | 22 listopada 2007    | 30 kwietnia 2008             | #4.9  |
| 71 | 10 | Crash Into Me (Part 2)                 | Walka wewnętrzna (Część 2)           | Jessica Yu          | Shonda Rhimes & Krista Vernoff | 6 grudnia 2007       | 7 maja 2008                  | #4.10 |
| 72 | 11 | Lay Your Hands On Me                   | Siła wiary                           | John Terlesky       | Allan Heinberg                 | 10 stycznia 2008     | 14 maja 2008                 | #4.11 |
| 73 | 12 | Where The Wild Things Are              | Strażnicy naszego człowieczeństwa    | Rob Corn            | Zoanne Clack                   | 24 kwietnia 2008     | 15 sierpnia 2008             | #4.12 |
| 74 | 13 | Piece of My Heart                      | Podaruję Ci serce                    | Mark Tinker         | Stacy McKee                    | 1 maja 2008          | 22 sierpnia 2008             | #4.13 |
| 75 | 14 | The Becoming                           | Pokonać strach                       | Julie Anne Robinson | Tony Phelan & Joan Rater       | 8 maja 2008          | 29 sierpnia 2008             | #4.14 |
| 76 | 15 | Losing My Mind                         | Tracąc zmysły                        | James Frawley       | Debora Cahn                    | 15 maja 2008         | 5 września 2008              | #4.15 |
| 77 | 16 | Freedom (Part 1)                       | Wolność (Część 1)                    | Rob Corn            | Shonda Rhimes                  | 22 maja 2008         | 12 września 2008             | #4.16 |
| 78 | 17 | Freedom (Part 2)                       | Wolność (Część 2)                    | Rob Corn            | Shonda Rhimes                  | 22 maja 2008         | 12 września 2008             | #4.17 |

## Sezon 5 (2008–2009)
| Nr  | #  | Tytuł                               | Polski tytuł              | Reżyseria           | Scenariusz               | Premiera (ABC)       | Premiera w Polsce (Fox Life) | Kod   |
| --- | -- | ----------------------------------- | ------------------------- | ------------------- | ------------------------ | -------------------- | ---------------------------- | ----- |
| 79  | 1  | Dream a Little Dream of Me (Part 1) | Śnij o mnie (Część 1)     | Rob Corn            | Shonda Rhimes            | 25 września 2008     | 3 marca 2009                 | #5.1  |
| 80  | 2  | Dream a Little Dream of Me (Part 2) | Śnij o mnie (Część 2)     | Rob Corn            | Shonda Rhimes            | 25 września 2008     | 3 marca 2009                 | #5.2  |
| 81  | 3  | Here Comes the Flood                | Potop                     | Michael Pressman    | Krista Vernoff           | 9 października 2008  | 10 marca 2009                | #5.3  |
| 82  | 4  | Brave New World                     | Nowy świat                | Eric Stoltz         | Debora Cahn              | 16 października 2008 | 17 marca 2009                | #5.4  |
| 83  | 5  | There’s No ‘I’ in Team              | Praca zespołowa           | Randy Zisk          | Jenna Bans               | 23 października 2008 | 24 marca 2009                | #5.5  |
| 84  | 6  | Life During Wartime                 | Życie w czasach wojny     | James Frawley       | Mark Wilding             | 30 października 2008 | 31 marca 2009                | #5.6  |
| 85  | 7  | Rise Up                             | Uniesienie                | Joanna Kerns        | William Harper           | 6 listopada 2008     | 7 kwietnia 2009              | #5.7  |
| 86  | 8  | These Ties That Bind                | Nierozerwalne więzi       | Eric Stoltz         | Stacy McKee              | 13 listopada 2008    | 14 kwietnia 2009             | #5.8  |
| 87  | 9  | In The Midnight Hour                | W środku nocy             | Tom Verica          | Tony Phelan & Joan Rater | 20 listopada 2008    | 21 kwietnia 2009             | #5.9  |
| 88  | 10 | All By Myself                       | Na własną rękę            | Arlene Sanford      | Peter Nowalk             | 4 grudnia 2008       | 28 kwietnia 2009             | #5.10 |
| 89  | 11 | Wish You Were Here                  | Zagubione dusze           | Rob Corn            | Debora Cahn              | 8 stycznia 2009      | 5 maja 2009                  | #5.11 |
| 90  | 12 | Sympathy for the Devil              | Ciemna strona duszy       | Jeannot Szwarc      | Jenna Bans               | 15 stycznia 2009     | 12 maja 2009                 | #5.12 |
| 91  | 13 | Stairway to Heaven                  | Schody do nieba           | Allison Liddi-Brown | Mark Wilding             | 22 stycznia 2009     | 19 maja 2009                 | #5.13 |
| 92  | 14 | Beat Your Heart Out                 | Prosto z serca            | Julie Anne Robinson | William Harper           | 5 lutego 2009        | 26 maja 2009                 | #5.14 |
| 93  | 15 | Before and After                    | Przed i po                | Dan Attias          | Tony Phelan & Joan Rater | 12 lutego 2009       | 2 czerwca 2009               | #5.15 |
| 94  | 16 | An Honest Mistake                   | Pomyłka w dobrej wierze   | Randy Zisk          | Peter Nowalk             | 19 lutego 2009       | 9 czerwca 2009               | #5.16 |
| 95  | 17 | I Will Follow You Into The Dark     | Pójdę za tobą w ciemności | James Frawley       | Jenna Bans               | 12 marca 2009        | 16 czerwca 2009              | #5.17 |
| 96  | 18 | Stand By Me                         | Wzajemne wsparcie         | Jessica Yu          | Zoanne Clack             | 19 marca 2009        | 23 czerwca 2009              | #5.18 |
| 97  | 19 | Elevator Love Letter                | Winda wyznań              | Edward Ornelas      | Stacy McKee              | 26 marca 2009        | 30 czerwca 2009              | #5.19 |
| 98  | 20 | Sweet Surrender                     | Całkowite oddanie         | Tony Phelan         | Sonay Washington         | 23 kwietnia 2009     | 7 lipca 2009                 | #5.20 |
| 99  | 21 | No Good at Saying Sorry             | Jeszcze jedna szansa      | Tom Verica          | Krista Vernoff           | 30 kwietnia 2009     | 14 lipca 2009                | #5.21 |
| 100 | 22 | What A Difference A Day Makes       | Wyjątkowy dzień           | Rob Corn            | Shonda Rhimes            | 7 maja 2009          | 21 lipca 2009                | #5.22 |
| 101 | 23 | Here’s To The Future                | Krok w przyszłość         | Bill D’Elia         | Allan Heinberg           | 14 maja 2009         | 28 lipca 2009                | #5.23 |
| 102 | 24 | Now Or Never                        | Teraz albo nigdy          | Rob Corn            | Debora Cahn              | 14 maja 2009         | 4 sierpnia 2009              | #5.24 |

## Sezon 6 (2009–2010)
| Nr  | #  | Tytuł                                       | Polski tytuł             | Reżyseria           | Scenariusz                  | Premiera (ABC)       | Premiera w Polsce (Fox Life) | Kod   |
| --- | -- | ------------------------------------------- | ------------------------ | ------------------- | --------------------------- | -------------------- | ---------------------------- | ----- |
| 103 | 1  | Good Mourning                               | Żałoba                   | Edward Ornelas      | Krista Vernoff              | 24 września 2009     | 3 marca 2010                 | #6.1  |
| 104 | 2  | Goodbye                                     | Pożegnanie               | Bill D’Elia         | Krista Vernoff              | 24 września 2009     | 10 marca 2010                | #6.2  |
| 105 | 3  | (I Always Feel Like) Somebody’s Watching Me | Pod obserwacją           | Michael Pressman    | Tony Phelan & Joan Rater    | 1 października 2009  | 17 marca 2010                | #6.3  |
| 106 | 4  | Tainted Obligation                          | Przykry obowiązek        | Tom Verica          | Jenna Bans                  | 8 października 2009  | 24 marca 2010                | #6.4  |
| 107 | 5  | Invasion                                    | Inwazja                  | Tony Phelan         | Mark Wilding                | 15 października 2009 | 31 marca 2010                | #6.5  |
| 108 | 6  | I Saw What I Saw                            | W poszukiwaniu prawdy    | Allison Liddi-Brown | William Harper              | 22 października 2009 | 7 kwietnia 2010              | #6.6  |
| 109 | 7  | Give Peace a Chance                         | Dylematy moralne         | Chandra Wilson      | Peter Nowalk                | 29 października 2009 | 14 kwietnia 2010             | #6.7  |
| 110 | 8  | Invest In Love                              | Inwestycja w miłość      | Jessica Yu          | Stacy McKee                 | 5 listopada 2009     | 21 kwietnia 2010             | #6.8  |
| 111 | 9  | New History                                 | Nowa historia            | Rob Corn            | Allan Heinberg              | 12 listopada 2009    | 28 kwietnia 2010             | #6.9  |
| 112 | 10 | Holidaze                                    | Świąteczny chaos         | Robert Berlinger    | Krista Vernoff              | 19 listopada 2009    | 5 maja 2010                  | #6.10 |
| 113 | 11 | Blink                                       | W mgnieniu oka           | Randy Zisk          | Debora Cahn                 | 14 stycznia 2010     | 12 maja 2010                 | #6.11 |
| 114 | 12 | I Like You So Much Better When You’re Naked | Naga prawda              | Donna Deitch        | Tony Phelan & Joan Rater    | 21 stycznia 2010     | 19 maja 2010                 | #6.12 |
| 115 | 13 | State of Love and Trust                     | Miłość i zaufanie        | Jeannot Szwarc      | Stacy McKee                 | 4 lutego 2010        | 26 maja 2010                 | #6.13 |
| 116 | 14 | Valentine’s Day Massacre                    | Walentynkowy koszmar     | Stephen Cragg       | William Harper              | 11 lutego 2010       | 2 czerwca 2010               | #6.14 |
| 117 | 15 | Time Warp                                   | W pułapce czasu          | Rob Corn            | Zoanne Clack                | 18 lutego 2010       | 9 czerwca 2010               | #6.15 |
| 118 | 16 | Perfect Little Accident                     | Nagły przypadek          | Bill D’Elia         | Peter Nowalk                | 4 marca 2010         | 16 czerwca 2010              | #6.16 |
| 119 | 17 | Push                                        | Pod presją               | Chandra Wilson      | Debora Cahn                 | 11 marca 2010        | 23 czerwca 2010              | #6.17 |
| 120 | 18 | Suicide in Painless                         | Samobójstwo nie boli     | Jeannot Szwarc      | Tony Phelan & Joan Rater    | 25 marca 2010        | 30 czerwca 2010              | #6.18 |
| 121 | 19 | Sympathy for the Parents                    | Rodziców się nie wybiera | Debbie Allen        | Allan Heinberg              | 1 kwietnia 2010      | 7 lipca 2010                 | #6.19 |
| 122 | 20 | Hook, Line and Sinner                       | Życiowy haczyk           | Tony Phelan         | Meg Marinis                 | 29 kwietnia 2010     | 14 lipca 2010                | #6.20 |
| 123 | 21 | How Insensitive                             | Szkoła wrażliwości       | Tom Verica          | William Harper              | 6 maja 2010          | 21 lipca 2010                | #6.21 |
| 124 | 22 | Shiny Happy People                          | Pełnia szczęścia         | Edward Ornelas      | Zoanne Clack & Peter Nowalk | 13 maja 2010         | 28 lipca 2010                | #6.22 |
| 125 | 23 | Sanctuary                                   | Sanktuarium              | Stephen Cragg       | Shonda Rhimes               | 20 maja 2010         | 4 sierpnia 2010              | #6.23 |
| 126 | 24 | Death and All His Friends                   | Śmierć i jej przyjaciele | Rob Corn            | Shonda Rhimes               | 20 maja 2010         | 11 sierpnia 2010             | #6.24 |

## Sezon 7 (2010–2011)
| Nr  | #  | Tytuł                              | Polski tytuł              | Reżyseria           | Scenariusz             | Premiera (ABC)       | Premiera w Polsce (Fox Life) |
| --- | -- | ---------------------------------- | ------------------------- | ------------------- | ---------------------- | -------------------- | ---------------------------- |
| 127 | 1  | With you I'm born again            | Jak nowo narodzony        | Rob Corn            | Krista Vernoff         | 23 września 2010     | 9 marca 2011                 |
| 128 | 2  | Shock to the system                | Szok dla organizmu        | Tom Verica          | William Harper         | 30 września 2010     | 16 marca 2011                |
| 129 | 3  | Superfreak                         | Pomyleniec                | Michael Pressman    | Mark Wilding           | 7 października 2010  | 23 marca 2011                |
| 130 | 4  | Can't fight biology                | Nie wygrasz z biologią    | Ed Ornelas          | Peter Nowalk           | 14 października 2010 | 30 marca 2011                |
| 131 | 5  | Almost Grown                       | Prawie dorośli            | Chandra Wilson      | Brian Tanen            | 21 października 2010 | 6 kwietnia 2011              |
| 132 | 6  | These Arms of Mine                 | Wszystko w waszych rękach | Stephen Cragg       | Stacy McKee            | 28 października 2010 | 13 kwietnia 2011             |
| 133 | 7  | That's Me Trying                   | Ciężka próba              | Tony Phelan         | Austin Guzman          | 4 listopada 2010     | 20 kwietnia 2011             |
| 134 | 8  | Something's Gotta Give             | Jedynie zmiana jest stała | Jeannot Swarc       | William Harper         | 11 listopada 2010    | 27 kwietnia 2011             |
| 135 | 9  | Slow Night, So Long                | Długa noc                 | Rob Bailey          | Zoanne Clack           | 18 listopada 2010    | 4 maja 2011                  |
| 136 | 10 | Adrift and at Peace                | Dryfowanie                | Allison Liddi-Brown | Tony Phelan,Joan Rater | 2 grudnia 2010       | 11 maja 2011                 |
| 137 | 11 | Disarm                             | Rozbrojony                | Debbie Allen        | Krista Vernoff         | 6 stycznia 2011      | 18 maja 2011                 |
| 138 | 12 | Start Me Up                        | Zacząć jeszcze raz        | Mark Jackson        | Natalie Krinsky        | 13 stycznia 2011     | 25 maja 2011                 |
| 139 | 13 | Don't Deceive Me (Please Don't Go) | Poczucie odrzucenia       | Kevin McKidd.       | Mark F. Wilding        | 3 lutego 2011        | 25 maja 2011                 |
| 140 | 14 | P.Y.T. (Pretty Young Thing)        | Całkiem młoda             | Steve Robin         | Austin Guzman          | 10 lutego 2011       | 1 czerwca 2011               |
| 141 | 15 | Golden Hour                        | Złoty czas                | Rob Corn            | Stacy McKee            | 17 lutego 2011       | 1 czerwca 2011               |
| 142 | 16 | Not Responsible                    | Nieodpowiedzialny         | Debbie Allen        | Debora Cahn            | 24 lutego 2011       | 8 czerwca 2011               |
| 143 | 17 | This Is How We Do It               | Tak to się robi           | Ed Ornelas          | Peter Nowalk           | 24 marca 2011        | 8 czerwca 2011               |
| 144 | 18 | The Song Beneath the Song          | Dźwięki muzyki            | Tony Phelan         | Shonda Rhimes          | 31 marca 2011        | 15 czerwca 2011              |
| 145 | 19 | It's a Long Way Back               | Duży krok wstecz          | Steve Robin         | William Harper         | 28 kwietnia 2011     | 15 czerwca 2011              |
| 146 | 20 | White Wedding                      | Tradycyjny ślub           | Chandra Wilson      | Stacy McKee            | 5 maja 2011          | 22 czerwca 2011              |
| 147 | 21 | I Will Survive                     | Zwyciężę                  | Tom Verica          | Zoanne Clack           | 12 maja 2011         | 22 czerwca 2011              |
| 148 | 22 | Unaccompanied Minor                | Nieletni bez opieki       | Rob Corn            | Debora Cahn            | 19 maja 2011         | 29 czerwca 2011              |

## Sezon 8 (2011–2012)
| Nr  | #  | Tytuł                    | Polski tytuł             | Reżyseria           | Scenariusz              | Premiera (ABC)       | Premiera w Polsce (Fox Life) |
| --- | -- | ------------------------ | ------------------------ | ------------------- | ----------------------- | -------------------- | ---------------------------- |
| 149 | 1  | Free Falling             | Wolne spadanie           | Rob Corn            | Tony Phelan,Joan Rater  | 22 września 2011     | 11 stycznia 2012             |
| 150 | 2  | She's Gone               | Nieobecna                | Tony Phelan         | Debora Cahn             | 22 września 2011     | 11 stycznia 2012             |
| 151 | 3  | Take the Lead            | Przejęcie dowodzenia     | Chandra Wilson      | William Harper          | 29 września 2011     | 18 stycznia 2012             |
| 152 | 4  | What Is It About Men     | Męski punkt widzenia     | Tom Verica          | Stacy McKee             | 6 października 2011  | 25 stycznia 2012             |
| 153 | 5  | Love, Loss and Legacy    | Miłość i strata          | Stephen Cragg       | Denise Hahn             | 13 października 2011 | 1 lutego 2012                |
| 154 | 6  | Poker Face               | Twarz pokerzysty         | Kevin McKidd        | Peter Nowalk            | 20 października 2011 | 8 lutego 2012                |
| 155 | 7  | Put Me in, Coach         | Gra zespołowa            | Stephen Cragg       | Denise Hahn             | 27 października 2011 | 15 lutego 2012               |
| 156 | 8  | Heart-Shaped Box         | Cudowne serce            | Stephen Cragg       | Denise Hahn             | 3 listopada 2011     | 22 lutego 2012               |
| 157 | 9  | Dark Was the Night       | I nastał mrok...         | Allison Liddi-Brown | Debora Cahn             | 10 listopada 2011    | 29 lutego 2012               |
| 158 | 10 | Suddenly                 | Nagle                    | Ron Underwood       | Stacy McKee             | 5 stycznia 2012      | 7 marca 2012                 |
| 159 | 11 | This Magic Moment        | Ten magiczny moment      | Steve Robin         | Zoanne Clack            | 12 stycznia 2012     | 14 marca 2012                |
| 160 | 12 | Hope for the Hopeless    | Siła nadziei             | Mark Jackson        | Peter Nowalk            | 19 stycznia 2012     | 21 marca 2012                |
| 161 | 13 | If/Then                  | Co by było, gdyby        | Jeannot Szwarc      | William Harper          | 2 lutego 2012        | 28 marca 2012                |
| 162 | 14 | All You Need Is Love     | Tylko miłość             | Rob Corn            | Jeannine Renshaw        | 9 lutego 2012        | 4 kwietnia 2012              |
| 163 | 15 | Have You Seen Me Lately? | Widziałeś mnie ostatnio? | Tony Phelan         | Austin Guzman           | 16 lutego 2012       | 11 kwietnia 2012             |
| 164 | 16 | If Only You Were Lonely  | Gdybyś tylko był sam...  | Susan Vaill         | Matt Byrne              | 23 lutego 2012       | 18 kwietnia 2012             |
| 165 | 17 | One Step Too Far         | O krok za daleko         | Ed Ornelas          | William Harper          | 15 marca 2012        | 25 kwietnia 2012             |
| 166 | 18 | The Lion Sleeps Tonight  | Stary lew mocno śpi      | Mark Jackson        | Stacy McKee             | 5 kwietnia 2012      | 2 maja 2012                  |
| 167 | 19 | Support System           | System wsparcia.         | Allison Liddi-Brown | Heather Mitchell        | 12 kwietnia 2012     | 9 maja 2012                  |
| 168 | 20 | The Girl With No Name    | Bezimienna dziewczyna    | Ron Underwood       | Peter Nowalk            | 19 kwietnia 2012     | 16 maja 2012                 |
| 169 | 21 | Moment of Truth          | Moment prawdy            | Chandra Wilson      | Zakiyyah Alexander      | 26 kwietnia 2012     | 23 maja 2012                 |
| 170 | 22 | Let the Bad Times Roll   | Nadeszły złe czasy       | Kevin McKidd        | Matt Byrne              | 3 maja 2012          | 30 maja 2012                 |
| 171 | 23 | Migration                | Migracja                 | Stephen Cragg       | Mark Wilding,Jenna Bans | 10 maja 2012         | 6 czerwca 2012               |
| 172 | 24 | Flight                   | Lot                      | Rob Corn            | Shonda Rhimes           | 17 maja 2012         | 6 czerwca 2012               |

## Sezon 9 (2012–2013)
| Nr  | #  | Tytuł                               | Polski tytuł                             | Reżyseria       | Scenariusz       | Premiera (ABC)       | Premiera w Polsce (Fox Life) |
| --- | -- | ----------------------------------- | ---------------------------------------- | --------------- | ---------------- | -------------------- | ---------------------------- |
| 173 | 1  | Going, Going, Gone                  | Po raz pierwszy, po raz drugi… sprzedany | Rob Corn        | Stacy McKee      | 27 września 2012     | 3 stycznia 2013              |
| 174 | 2  | Remember the Time                   | Pamiętaj te czasy                        | Tony Phelan     | William Harper   | 4 października 2012  | 9 stycznia 2013              |
| 175 | 3  | Love the One You're With            | Pokochaj kogoś, kto jest blisko ciebie   | Debbie Allen.   | Zoanne Clark     | 18 października 2012 | 16 stycznia 2013             |
| 176 | 4  | I Saw Her Standing There            | Zobaczyłem ją w oddali                   | Kevin McKidd    | Austin Guzman    | 25 października 2012 | 23 stycznia 2013             |
| 177 | 5  | Beautiful Doom                      | Piękna nieuchronność przeznaczenia       | Stephen Cragg   | Jeannine Renshaw | 8 listopada 2012     | 30 stycznia 2013             |
| 178 | 6  | Second Opinion                      | Konsultacje                              | Chandra Wilson  | Bill Harper      | 15 listopada 2012    | 6 lutego 2013                |
| 179 | 7  | I Was Made for Lovin' You           | Stworzeni by kochać                      | Laura Innes     | Peter Nowalk     | 29 listopada 2012    | 13 lutego 2013               |
| 180 | 8  | Love Turns You Upside Down          | Miłość wszystko zmienia                  | Mark Jackson    | Stacy McKee      | 6 grudnia 2012       | 20 lutego 2013               |
| 181 | 9  | Run, Baby, Run                      | Uciekaj!                                 | Rob Corn        | Debora Cahn      | 13 grudnia 2012      | 27 lutego 2013               |
| 182 | 10 | Things We Said Today                | Coś dzisiaj zostało powiedziane          | Cherie Nowlan   | Joan Rater       | 10 stycznia 2013     | 6 marca 2013                 |
| 183 | 11 | The End is the Beginning is the End | Koniec końców                            | Cherie Nowlan   | Joan Rater       | 17 stycznia 2013     | 13 marca 2013                |
| 184 | 12 | Walking on a Dream                  | Żyjąc marzeniami                         | Rob Hardy       | Tia Napolitano   | 24 stycznia 2013     | 20 marca 2013                |
| 185 | 13 | Bad Blood                           | Zła krew                                 | Steve Robin     | Jeannine Renshaw | 31 stycznia 2013     | 27 marca 2013                |
| 186 | 14 | The Face of Change                  | Oblicze zmian                            | Rob J. Greenlea | Stacy McKee      | 7 lutego 2013        | 3 kwietnia 2013              |
| 187 | 15 | Hard Bargain                        | Twarde warunki                           | Tony Phelan.    | Phil Harper      | 14 lutego 2013       | 10 kwietnia 2013             |
| 188 | 16 | This Is Why We Fight                | Dlatego walczymy                         | Jeanott Szwarc. | Austin Guzman    | 21 lutego 2013       | 17 kwietnia 2013             |
| 189 | 17 | Transplant Wasteland                | Komu przeszczep?                         | Chandra Wilson  | Zoanne Clack     | 14 marca 2013        | 24 kwietnia 2013             |
| 190 | 18 | Idle Hands                          | Bezczynność                              | David Greenspan | Gabriel Llanas   | 21 marca 2013        | 1 maja 2013                  |
| 191 | 19 | Can't Fight This Feeling            | Nie walcz z uczuciem                     | Mark Jackson    | Meg Marinis      | 28 marca 2013        | 8 maja 2013                  |
| 192 | 20 | She's Killing Me                    | Ona mnie wykończy                        | Nicole Rubio    | Debora Cahn      | 4 kwietnia 2013      | 15 maja 2013                 |
| 193 | 21 | Sleeping Monster                    | Uśpiony potwór                           | Bobby Roth      | Browyn Garrity   | 25 kwietnia 2013     | 22 maja 2013                 |
| 194 | 22 | Do You Believe in Magic             | Wierzycię w magię?                       | Kevin McKidd    | Dan Bucatinsky   | 2 maja 2013          | 22 maja 2013                 |
| 195 | 23 | Readiness is All                    | Gotowość przede wszystkim                | Tony Phelan     | Bill Harper      | 9 maja 2013          | 29 maja 2013                 |
| 196 | 24 | Perfect Storm                       | Burza doskonała                          | Rob Corn        | Shonda Rhimes    | 16 maja 2013         | 29 maja 2013                 |

## Sezon 10 (2013–2014)
| Nr  | #  | Tytuł                                                   | Polski tytuł                | Reżyseria       | Scenariusz              | Premiera (ABC)       | Premiera w Polsce (Fox Life) |
| --- | -- | ------------------------------------------------------- | --------------------------- | --------------- | ----------------------- | -------------------- | ---------------------------- |
| 197 | 1  | Seal Our Fate                                           | Przypieczętujmy nasz los    | Rob Corn        | Joan Rater              | 26 września 2013     | 22 stycznia 2014             |
| 198 | 2  | I Want You With Me                                      | Chcę Cię mieć przy sobie    | Chandra Wilson  | Debora Cahn             | 26 września 2013     | 22 stycznia 2014             |
| 199 | 3  | Everybody's Crying Mercy                                | Błaganie o litość           | Tony Phelan     | Tia Napolitano          | 3 października 2013  | 29 stycznia 2014             |
| 200 | 4  | Puttin' on the Ritz                                     | Wielka gala                 | Rob Corn        | Austin Guzman           | 10 października 2013 | 29 stycznia 2014             |
| 201 | 5  | I Bet It Stung                                          | Musiało zaboleć             | Mark Jackson    | Jeannine Renshaw        | 17 października 2013 | 5 lutego 2014                |
| 202 | 6  | Map of You                                              | Mapa Ciebie                 | David Greenspan | William Harper          | 24 października 2013 | 5 lutego 2014                |
| 203 | 7  | Thriller                                                | Dreszczowiec                | Cherie Nowlan   | Gabriel Llanas          | 31 października 2013 | 12 lutego 2014               |
| 204 | 8  | Two Against One                                         | Dwóch na jednego            | Kevin McKidd    | Meg Marinis             | 7 listopada 2013     | 19 lutego 2014               |
| 205 | 9  | Sorry Seems to be the Hardest Word                      | Najtrudniej przeprosić      | Jeannor Szwar   | Stacy McKee             | 14 listopada 2013    | 26 lutego 2014               |
| 206 | 10 | Somebody That I Used to Know                            | Znajomy sprzed lat          | Debbie Allen    | Deborah Cahn            | 21 listopada 2013    | 5 marca 2014                 |
| 207 | 11 | Man on the Moon                                         | Człowiek na księżycu        | Bobby Roth      | Elizabeth J.B. Klaviter | 5 grudnia 2013       | 12 marca 2014                |
| 208 | 12 | Get up, Stand Up                                        | Wstań i postaw się          | Tony Phelan     | William Harper          | 12 grudnia 2013      | 19 marca 2014                |
| 209 | 13 | Take it Back                                            | Odbierz co swoje            | Rob Corn        | Austin Guzman           | 27 lutego 2014       | 26 marca 2014                |
| 210 | 14 | You’ve Got to Hide Your Love Away                       | Musisz ukryć swoją miłość   | Ron Underwood   | Tia Napolitano          | 6 marca 2014         | 2 kwietnia 2014              |
| 211 | 15 | Throwing it All Away                                    | Odrzuć wszystko             | Chris Hayde     | William Harper          | 13 marca 2014        | 9 kwietnia 2014              |
| 212 | 16 | We Gotta Get Out Of This Place                          | Musimy się stąd wyrwać      | Susan Vaill     | Jeannine Renshaw        | 20 marca 2014        | 16 kwietnia 2014             |
| 213 | 17 | Do You Know?                                            | Czy wiesz?                  | Chandra Wilson  | Stacy McKee             | 27 marca 2014        | 23 kwietnia 2014             |
| 214 | 18 | You Be Illin                                            | Chorzy na głowę             | Nicole Cummins  | Zoanne Clack            | 3 kwietnia 2014      | 30 kwietnia 2014             |
| 215 | 19 | I'm Winning                                             | Wygrywam                    | Kevin McKidd    | Joan Rater              | 10 kwietnia 2014     | 7 maja 2014                  |
| 216 | 20 | Go It Alone                                             | Zawdzięczam to sobie        | Mark Jackson    | Lauren Barnett          | 17 kwietnia 2014     | 7 maja 2014                  |
| 217 | 21 | Change of Heart                                         | Zmiany                      | Rob Greenlea    | Meg Marinis             | 24 kwietnia 2014     | 14 maja 2014                 |
| 218 | 22 | We Are Never Getting Back Together                      | Nigdy do siebie nie wrócimy | Rob Corn        | Joan Rater              | 1 maja 2014          | 14 maja 2014                 |
| 219 | 23 | Everything I Try to Do, Nothing Seems to Turn Out Right | Nic mi nie wychodzi         | Bill D’Elia     | Austin Guzman           | 8 maja 2014          | 21 maja 2014                 |
| 220 | 24 | Fear (of the Unknown)                                   | Lęk przed nieznanym         | Bill D’Elia     | Austin Guzman           | 15 maja 2014         | 21 maja 2014                 |

## Sezon 11 (2014–2015)
| Nr  | #  | Tytuł                           | Polski tytuł                        | Reżyseria       | Scenariusz              | Premiera (ABC)       | Premiera w Polsce (Fox Polska) |
| --- | -- | ------------------------------- | ----------------------------------- | --------------- | ----------------------- | -------------------- | ------------------------------ |
| 221 | 1  | I Must Have Lost It on the Wind | Wszystko gdzieś uleciało            | Kevin McKidd    | Stacy McKee             | 25 września 2014     | 21 stycznia 2015               |
| 222 | 2  | Puzzle With a Piece Missing     | Brakujący element układanki         | Rob Corn        | William Harper          | 2 października 2014  | 21 stycznia 2015               |
| 223 | 3  | Got To Be Real                  | Stać mocno nogami na ziemi          | Rob Corn        | Zoanne Clack            | 9 października 2014  | 28 stycznia 2015               |
| 224 | 4  | Only Mama Knows                 | Mama wie lepiej                     | Nicole Rubio    | Mark Driscoll           | 16 października 2014 | 28 stycznia 2015               |
| 225 | 5  | Bend & Break                    | Ugnij się i złam                    | Jesse Bochco    | Meg Marinis             | 23 października 2014 | 4 lutego 2015                  |
| 226 | 6  | Don't Let's Start               | Tylko nie zaczynajmy                | Rob Greenlea    | Austin Guzman           | 6 listopada 2014     | 4 lutego 2015                  |
| 227 | 7  | Can We Start Again, Please?     | Czy możemy zacząć od nowa?          | Bobby Roth      | Andy Reaser             | 13 listopada 2014    | 11 lutego 2015                 |
| 228 | 8  | Risk                            | Ryzyko                              | Rob Corn        | William Harper          | 20 listopada 2014    | 11 lutego 2015                 |
| 229 | 9  | Where Do We Go From Here        | Gdzie nas to wszystko zaprowadzi?   | Debbie Allen    | Meg Marinis             | 29 stycznia 2015     | 18 lutego 2015                 |
| 230 | 10 | The Bed's Too Big Without You   | Łóżko jest zbyt dużo bez Ciebie     | Chandra Wilson  | Tia Napolitano          | 5 lutego 2015        | 18 lutego 2015                 |
| 231 | 11 | All I Could Do Was Cry          | Wszystko co mogłam zrobić to płakać | Rob Underwood   | Elizabeth J.B. Klaviter | 12 lutego 2015       | 25 lutego 2015                 |
| 232 | 12 | The Great Pretender             | Wielkie oczekiwanie                 | Jeanot Szwarc   | Mark Driscoll           | 19 lutego 2015       | 4 marca 2015                   |
| 233 | 13 | Staring at the End              | To koniec                           | Mark Jackson    | Stacy McKee             | 26 lutego 2015       | 11 marca 2015                  |
| 234 | 14 | The Distance                    | Dystans                             | Eric Laneuville | Austin Guzman           | 5 marca 2015         | 18 marca 2015                  |
| 235 | 15 | I Feel the Earth Move           | Trzęsienie ziemi                    | Thomas Wright   | Jen Klein               | 12 marca 2015        | 25 marca 2015                  |
| 236 | 16 | Don’t Dream It’s Over           | Nie myśl, że się skończyło          | Susan Vaill     | Andy Reaser             | 19 marca 2015        | 1 kwietnia 2015                |
| 237 | 17 | With or Without You             | Z Tobą lub bez Ciebie               | Chandra Wilson  | Elisabeth R. Finch      | 26 marca 2015        | 8 kwietnia 2015                |
| 238 | 18 | When I Grow Up                  | Kiedy dorosnę                       | Zetna Fuentes   | Tia Napolitano          | 2 kwietnia 2015      | 15 kwietnia 2015               |
| 239 | 19 | Crazy Love                      | Szalona miłość                      | Paul McCrane    | Elizabeth J.B. Klaviter | 9 kwietnia 2015      | 22 kwietnia 2015               |
| 240 | 20 | One Flight Down                 | Katastrofa lotnicza                 | David Greenspan | Austin Guzman           | 16 kwietnia 2015     | 29 kwietnia 2015               |
| 241 | 21 | How to Save a Life              | Ratowanie życia                     | Rob Hardy       | Shonda Rhimes           | 23 kwietnia 2015     | 6 maja 2015                    |
| 242 | 22 | She's Leaving Home (Part 1)     | Wyprowadzka (Część 1)               | Chris Hayden    | Stacy McKee             | 30 kwietnia 2015     | 13 maja 2015                   |
| 243 | 23 | She's Leaving Home (Part 2)     | Wyprowadzka (Część 2)               | Chris Hayden    | Stacy McKee             | 30 kwietnia 2015     | 13 maja 2015                   |
| 244 | 24 | Time Stops                      | Czas się zatrzymał                  | Kevin McKidd    | Meg Marinis             | 7 maja 2015          | 20 maja 2015                   |
| 245 | 25 | You're My Home                  | Jesteś moim domem                   | Rob Corn        | William Harper          | 14 maja 2015         | 27 maja 2015                   |

## Sezon 12 (2015–2016)
| Nr  | #  | Tytuł                                  | Polski tytuł                      | Reżyseria            | Scenariusz              | Premiera (ABC)       | Premiera w Polsce (Fox Polska) | Kod    |
| --- | -- | -------------------------------------- | --------------------------------- | -------------------- | ----------------------- | -------------------- | ------------------------------ | ------ |
| 246 | 1  | Sledgehammer                           | Kowalski młot                     | Kevin McKidd         | Stacy McKee             | 24 września 2015     | 13 stycznia 2016               | #12.1  |
| 247 | 2  | Walking Tall                           | Z podniesioną głową               | Debbie Allen         | Meg Marinis             | 1 października 2015  | 13 stycznia 2016               | #12.2  |
| 248 | 3  | I Choose You                           | Wybieram Ciebie                   | Rob Corn             | William Harper          | 8 października 2015  | 20 stycznia 2016               | #12.3  |
| 249 | 4  | Old Time Rock and Roll                 | Staromodny rock'n'roll            | Nicole Rubio         | Austin Guzman           | 15 października 2015 | 20 stycznia 2016               | #12.4  |
| 250 | 5  | Guess Who’s Coming to Dinner           | Zgadnij kto przyjdzie na          | Debbie Allen         | Mark Driscoll           | 22 października 2015 | 27 stycznia 2016               | #12.5  |
| 251 | 6  | The Me Nobody Knows                    | Ja, którego nikt nie zna          | Jeannot Szwarc       | Karin Gist              | 5 listopada 2015     | 27 stycznia 2016               | #12.6  |
| 252 | 7  | Something Against You                  | Coś przeciw Tobie                 | Geary McLeod         | Andy Reaser             | 12 listopada 2015    | 3 lutego 2016                  | #12.7  |
| 253 | 8  | Things We Lost in the Fire             | Utracone w pożarze                | Rob Corn             | Tia Napolitano          | 19 listopada 2015    | 10 lutego 2016                 | #12.8  |
| 254 | 9  | The Sound of Silence                   | Dźwięk ciszy                      | Denzel Washington    | Stacy McKee             | 11 lutego 2016       | 17 lutego 2016                 | #12.9  |
| 255 | 10 | All I Want is You                      | Tylko Ciebie chcę                 | Kevin Sullivan       | Elisabeth R. Finch      | 18 lutego 2016       | 24 lutego 2016                 | #12.11 |
| 256 | 11 | Unbreak My Heart                       | Ulecz moje serce                  | Rob Corn             | Elizabeth J.B. Klaviter | 25 lutego 2016       | 2 marca 2016                   | #12.11 |
| 257 | 12 | My Next Life                           | Moje kolejne życie                | Chandra Wilson       | William Harper          | 3 marca 2016         | 9 marca 2016                   | #12.12 |
| 258 | 13 | All Eyez on Me                         | Na świeczniku                     | Charlotte Brandstrom | Austin Guzman           | 10 marca 2016        | 16 marca 2016                  | #12.13 |
| 259 | 14 | Odd Man Out                            | Odmieniec                         | Kevin McKidd         | Meg Marinis             | 17 marca 2016        | 23 marca 2016                  | #12.14 |
| 260 | 15 | I Am Not Waiting Anymore               | Już dłużej nie czekam             | Nicole Rubio         | Mark Driscoll           | 24 marca 2016        | 30 marca 2016                  | #12.15 |
| 261 | 16 | When It Hurts So Bad                   | Gdy tak bardzo boli               | Eric Laneuville      | Andy Reaser             | 31 marca 2016        | 6 kwietnia 2016                | #12.16 |
| 262 | 17 | I Wear the Face                        | Dobra mina do złej gry            | Chandra Wilson       | Karin Gist              | 7 kwietnia 2016      | 13 kwietnia 2016               | #12.17 |
| 263 | 18 | There's a Fine, Fine Line              | Bliski związek                    | Jeannot Szwarc       | Jen Klein               | 14 kwietnia 2016     | 20 kwietnia 2016               | #12.18 |
| 264 | 19 | It's Alright, Ma (I'm Only Bleeding)   | Jest dobrze, mamo (Tylko krwawię) | Chris Hayden         | Austin Guzman           | 14 kwietnia 2016     | 27 kwietnia 2016               | #12.19 |
| 265 | 20 | Trigger Happy                          | Impulsywność                      | Zetna Fuentes        | Zoanne Clack            | 21 kwietnia 2016     | 4 maja 2016                    | #12.20 |
| 266 | 21 | You're Gonna Need Someone on Your Side | Wsparcie                          | Debbie Allen         | Lauren Barnett          | 28 kwietnia 2016     | 11 maja 2016                   | #12.21 |
| 267 | 22 | Mama Tried                             | Mama próbowała                    | Kevin McKidd         | Tia Napolitano          | 5 maja 2016          | 18 maja 2016                   | #12.22 |
| 268 | 23 | At Last                                | W końcu                           | Rob Corn             | Stacy McKee             | 12 maja 2016         | 25 maja 2016                   | #12.23 |
| 269 | 24 | Family Affair                          | Rodzinna sprawa (Rodzinna sprawa) | Debbie Allen         | William Harper          | 19 maja 2016         | 1 czerwca 2016                 | #12.24 |

## Sezon 13 (2016–2017)
| Nr  | #  | Tytuł                                     | Polski tytuł                             | Reżyseria             | Scenariusz              | Premiera (ABC)       | Premiera w Polsce (Fox Polska) | Kod    |
| --- | -- | ----------------------------------------- | ---------------------------------------- | --------------------- | ----------------------- | -------------------- | ------------------------------ | ------ |
| 270 | 1  | Undo                                      | Cofnąć czas                              | Debbie Allen          | William Harper          | 22 września 2016     | 16 listopada 2016              | #13.1  |
| 271 | 2  | Catastrophe and the Cure                  | Katastrofa i lekarstwo                   | Kevin McKidd          | Karin Gist              | 29 września 2016     | 16 listopada 2016              | #13.2  |
| 272 | 3  | I Ain't No Miracle Worker                 | Nie jestem cudotwórcą                    | Rob Corn              | Andy Reaser             | 6 października 2016  | 23 listopada 2016              | #13.3  |
| 273 | 4  | Falling Slowly                            | Powolne spadanie                         | Victoria Mahoney      | Jen Klein               | 13 października 2016 | 23 listopada 2016              | #13.4  |
| 274 | 5  | Both Sides Now                            | Po obu stronach                          | Chandra Wilson        | Mark Driscoll           | 20 października 2016 | 30 listopada 2016              | #13.5  |
| 275 | 6  | Roar                                      | Ryk                                      | Nicole Rubio          | Elizabeth J.B. Klaviter | 27 października 2016 | 30 listopada 2016              | #13.6  |
| 276 | 7  | Why Try to Change Me Now                  | Czemu chcesz mnie zmienić?               | Jeannot Szwarc        | Austin Guzman           | 3 listopada 2016     | 7 grudnia 2016                 | #13.7  |
| 277 | 8  | The Room Where It Happens                 | Pokój, w którym się to dzieje            | Debbie Allen          | Meg Marinis             | 10 listopada 2016    | 7 grudnia 2016                 | #13.8  |
| 278 | 9  | You Haven’t Done Nothin’                  | Nic nie zrobiłeś                         | Rob Corn              | Karin Gist              | 17 listopada 2016    | 25 stycznia 2017               | #13.9  |
| 279 | 10 | You Can Look (But You'd Better Not Touch) | Można popatrzeć (ale lepiej nie dotykać) | Jann Turner           | Tia Napolitano          | 26 stycznia 2017     | 1 lutego 2017                  | #13.10 |
| 280 | 11 | Jukebox Hero                              | Stary przebój                            | Kevin Rodney Sullivan | Zoanne Clack            | 2 lutego 2017        | 8 lutego 2017                  | #13.11 |
| 281 | 12 | None of Your Business                     | Nie twój interes                         | Geary McLeod          | Andy Reaser             | 9 lutego 2017        | 15 lutego 2017                 | #13.12 |
| 282 | 13 | It Only Gets Much Worse                   | Może być tylko gorzej                    | Jeanot Szwarc         | Lauren Barnett          | 16 lutego 2017       | 22 lutego 2017                 | #13.13 |
| 283 | 14 | Back Where You Belong                     | Powrót do korzeni                        | Oliver Bokelberg      | Jen Klein               | 23 lutego 2017       | 29 marca 2017                  | #13.14 |
| 284 | 15 | Civil War                                 | Wojna domowa                             | Nicole Rubio          | Elizabeth J.B. Klaviter | 9 marca 2017         | 5 kwietnia 2017                | #13.15 |
| 285 | 16 | Who Is He (And What Is He to You)?        | Kim on jest (i co dla ciebie znaczy)?    | Kevin McKidd          | Elisabeth R. Finch      | 16 marca 2017        | 12 kwietnia 2017               | #13.16 |
| 286 | 17 | Till I Hear It From You                   | Dopóki tego od ciebie nie usłyszę        | Kevin McKidd          | Austin Guzman           | 23 marca 2017        | 19 kwietnia 2017               | #13.17 |
| 287 | 18 | Be Still, My Soul                         | Uspokój się, moja duszo                  | Ellen Pompeo          | Meg Marinis             | 30 marca 2017        | 26 kwietnia 2017               | #13.18 |
| 288 | 19 | What’s Inside                             | Co jest w środku?                        | Nzingha Stewart       | Tia Napolitano          | 6 kwietnia 2017      | 03 maja 2017                   | #13.19 |
| 289 | 20 | In the Air Tonight                        | Coś wisi w powietrzu                     | Chandra Wilson        | Stacy McKee             | 13 kwietnia 2017     | 10 maja 2017                   | #13.20 |
| 290 | 21 | Don't Stop Me Now                         | Teraz mnie nie powstrzymuj               | Louis Venosta         | Andy Reaser             | 27 kwietnia 2017     | 17 maja 2017                   | #13.21 |
| 291 | 22 | Leave It Inside                           | Pozostaw to w środku                     | Zetna Fuentes         | Elisabeth R. Finch      | 4 maja 2017          | 24 maja 2017                   | #13.22 |
| 292 | 23 | True Colors                               | Prawdziwe kolory                         | Kevin McKidd          | William Harper          | 11 maja 2017         | 31 maja 2017                   | #13.23 |
| 293 | 24 | Ring of Fire                              | Krąg ognia                               | Debbie Allen          | Stacy McKee             | 18 maja 2017         | 31 maja 2017                   | #13.24 |

## Sezon 14 (2017–2018)
| Nr  | #  | Tytuł                                     | Polski tytuł                                       | Reżyseria       | Scenariusz              | Premiera (ABC)       | Premiera w Polsce (Fox Polska) | Kod    |
| --- | -- | ----------------------------------------- | -------------------------------------------------- | --------------- | ----------------------- | -------------------- | ------------------------------ | ------ |
| 294 | 1  | Break down the House                      | Dom w rozsypce                                     | Debbie Allen    | William Harper          | 28 września 2017     | 22 listopada 2017              | #14.1  |
| 295 | 2  | Get Off on the Pain                       | Podniecić się bólem                                | Kevin McKidd    | Krista Vernoff          | 28 września 2017     | 22 listopada 2017              | #14.2  |
| 296 | 3  | Go Big or Go Home                         | Pójść na całość                                    | Chandra Wilson  | Meg Marinis             | 5 października 2017  | 29 listopada 2017              | #14.3  |
| 297 | 4  | Ain't That a Kick in the Head             | Kubeł zimnej wody                                  | Geary McLeod    | Marlana Hope            | 12 października 2017 | 6 grudnia 2017                 | #14.4  |
| 298 | 5  | Danger Zone                               | Strefa zagrożenia                                  | Cecilie Mosli   | Jalysa Conway           | 26 października 2017 | 13 grudnia 2017                | #14.5  |
| 299 | 6  | Come on Down to My Boat, Baby             | Przyjdź na moją łódź, kochanie                     | Lisa Leone      | Kiley Donovan           | 2 listopada 2017     | 20 grudnia 2017                | #14.6  |
| 300 | 7  | Who Dies, Who Lives, Who Tells Your Story | Kto przeżyje, kto umrze, kto opowie twoją historię | Debbie Allen    | Krista Vernoff          | 9 listopada 2017     | 27 grudnia 2017                | #14.7  |
| 301 | 8  | Out of Nowhere                            | Z zaskoczenia                                      | Kevin McKidd    | William Harper          | 16 listopada 2017    | 3 stycznia 2018                | #14.8  |
| 302 | 9  | 1-800-799-7233                            | Cztery pory roku w jeden dzień                     | Bill D'Elia     | Andy Reaser             | 18 stycznia 2018     | 7 lutego 2018                  | #14.9  |
| 303 | 10 | Personal Jesus                            | Osobisty Jezus                                     | Kevin Sullivan  | Zoanne Clack            | 25 stycznia 2018     | 14 lutego 2018                 | #14.10 |
| 304 | 11 | (Don't Fear) the Reaper                   | Nie obawiaj się śmierci                            | Nicole Rubio    | Elisabeth R. Finch      | 1 lutego 2018        | 21 lutego 2018                 | #14.11 |
| 305 | 12 | Harder, Better, Faster, Stronger          | Ciężej, lepiej, szybciej, mocniej                  | Jeannot Szwarc  | Kiley Donovan           | 8 lutego 2018        | 28 lutego 2018                 | #14.12 |
| 306 | 13 | You Really Got a Hold on Me               | Masz władzę nade mną                               | Nzingha Stewart | Stacy McKee             | 1 marca 2018         | 7 marca 2018                   | #14.13 |
| 307 | 14 | Games People Play                         | Ludzkie gierki                                     | Chandra Wilson  | Jason Ganzel,Julie Wong | 8 marca 2018         | 14 marca 2018                  | #14.14 |
| 308 | 15 | Old Scars, Future Hearts                  | Stare rany, przyszłe serca                         | Ellen Pompeo    | Tameson Duffy           | 15 marca 2018        | 21 marca 2018                  | #14.15 |
| 309 | 16 | Caught Somewhere in Time                  | Zawieszeni w czasie                                | Nicole Rubio    | Jalysa Conway           | 22 marca 2018        | 28 marca 2018                  | #14.16 |
| 310 | 17 | One Day Like This                         | Dzień taki jak ten                                 | Kevin McKidd    | Elisabeth R. Finch      | 29 marca 2018        | 4 kwietnia 2018                | #14.17 |
| 311 | 18 | Hold Back the River                       | Powstrzymać rzekę                                  | Geary McLeod    | Alex Manugian           | 5 kwietnia 2018      | 11 kwietnia 2018               | #14.18 |
| 312 | 19 | Beautiful Dreamer                         | Piękne marzenia                                    | Jeannot Szwarc  | Meg Marinis             | 12 kwietnia 2018     | 18 kwietnia 2018               | #14.19 |
| 313 | 20 | Judgment Day                              | Dzień sądu                                         | Sydney Freeland | Julie Wong              | 19 kwietnia 2018     | 25 kwietnia 2018               | #14.19 |
| 314 | 21 | Bad Reputation                            | Zła sława                                          | Kevin McKidd    | Mark Driscoll           | 26 kwietnia 2018     | 2 maja 2018                    | #14.21 |
| 315 | 22 | Fight for Your Mind                       | Walcz o swoje przekonania                          | Jesse Williams  | Andy Reaser             | 3 maja 2018          | 9 maja 2018                    | #14.22 |
| 316 | 23 | Cold as Ice                               | Zimna jak lód                                      | Bill D'Elia     | William Harper          | 10 maja 2018         | 16 maja 2018                   | #14.23 |
| 317 | 24 | All of Me                                 | Cała ja                                            | Debbie Allen    | Krista Vernoff          | 17 maja 2018         | 23 maja 2018                   | #14.24 |

## Sezon 15 (2018–2019)
| Nr  | #  | Tytuł                           | Polski tytuł                 | Reżyseria           | Scenariusz                 | Premiera (ABC)       | Premiera w Polsce (Fox Polska) | Kod    |
| --- | -- | ------------------------------- | ---------------------------- | ------------------- | -------------------------- | -------------------- | ------------------------------ | ------ |
| 317 | 1  | With a Wonder and a Wild Desire | Zachwyt i szalone pragnienie | Debbie Allen        | Krista Vernoff             | 27 września 2018     | 14 listopada 2018              | #15.01 |
| 318 | 2  | Broken Together                 | Razem złamani                | Kevin McKidd        | Meg Marinis                | 27 września 2018     | 21 listopada 2018              | #15.02 |
| 319 | 3  | Gut Feeling                     | Przeczucie                   | Michael Watkins     | Mark Driscoll              | 4 października 2018  | 28 listopada 2018              | #15.03 |
| 320 | 4  | Momma Knows Best                | Mama wie najlepiej           | Cecilie Mosli       | William Harper             | 11 października 2018 | 5 grudnia 2018                 | #15.04 |
| 321 | 5  | Everyday Angel                  | Codzienny anioł              | Chandra Wilson      | Julie Wong                 | 25 października 2018 | 12 grudnia 2018                | #15.05 |
| 322 | 6  | Flowers Grow Out of My Grave    | Kwiaty na moim grobie        | Nicole Rubio        | Kiley Donovan              | 1 listopada 2018     | 19 grudnia 2018                | #15.06 |
| 323 | 7  | Anybody Have a Map              | Czy ktoś ma mapę?            | Krista Vernoff      | Elisabeth R. Finch         | 8 listopada 2018     | 26 grudnia 2018                | #15.07 |
| 324 | 8  | Blowin’ in the Wind             | Niesione przez wiatr         | Kevin McKidd        | Meg Marinis                | 15 listopada 2018    | 2 stycznia 2019                | #15.08 |
| 325 | 9  | Shelter from the Storm          | Schronienie                  | Jann Turner         | William Harper             | 17 stycznia 2019     | 6 lutego 2019                  | #15.09 |
| 326 | 10 | Help, I’m Alive                 | Pomocy!                      | Daniel Willis       | Jalysa Conway,Jason Ganzel | 24 stycznia 2019     | 13 lutego 2019                 | #15.10 |
| 328 | 11 | The Winner Takes It All         | Zwycięzca zgarnia wszystko   | Allison Liddi-Brown | Elisabeth R. Finch         | 31 stycznia 2019     | 20 lutego 2019                 | #15.11 |
| 329 | 12 | Girlfriend in a Coma            | Dziewczę w śpiączce          | Debbie Allen        | Kiley Donovan              | 7 lutego 2019        | 27 lutego 2019                 | #15.12 |
| 330 | 13 | I Walk the Line                 | Spacer po linie              | Kevin McKidd        | Tameson Duffy              | 14 lutego 2019       | 6 marca 2019                   | #15.13 |
| 331 | 14 | I Want a New Drug               | Muszę coś wziąć              | Jeannot Szwarc      | Zoanne Clack               | 21 lutego 2019       | 13 marca 2019                  | #15.14 |
| 332 | 15 | We Didn't Start the Fire        | To nie nasza wina            | Chandra Wilson      | Andy Reaser                | 28 lutego 2019       | 20 marca 2019                  | #15.15 |
| 333 | 16 | Blood and Water                 | Krew i woda                  | Pete Chatmon        | Kiley Donovan              | 7 marca 2019         | 27 marca 2019                  | #15.16 |
| 334 | 17 | And Dream of Sheep              | Śnic o owcach                | Sydney Freeland     | William Harper             | 14 marca 2019        | 3 kwietnia 2019                | #15.17 |
| 335 | 18 | Add It Up                       | Odnaleźć sens                | Michael Watkins     | Alex Manugian              | 21 marca 2019        | 10 kwietnia 2019               | #15.18 |
| 336 | 19 | Silent All These Years          | Lata milczenia               | Debbie Allen        | Elisabeth R. Finch         | 28 marca 2019        | 17 kwietnia 2019               | #15.19 |
| 337 | 20 | The Whole Package               | Pełen pakiet                 | Geary McLeod        | Meg Marinis                | 4 kwietnia 2019      | 24 kwietnia 2019               | #15.20 |
| 338 | 21 | Good Shepherd                   | Pasterz                      | Bill D'Elia         | Julie Wong                 | 11 kwietnia 2019     | 1 maja 2019                    | #15.21 |
| 339 | 22 | Head Over High Heels            | Do szaleństwa                | Allison Liddi-Brown | Bridgette N. Burgess       | 18 kwietnia 2019     | 8 maja 2019                    | #15.22 |
| 340 | 23 | What I Did for Love             | Wszystko dla miłości         | Jesse Williams      | Mark Driscoll              | 2 maja 2019          | 15 maja 2019                   | #15.23 |
| 341 | 24 | Drawn to the Blood              | Narysowany do krwi           | Kevin McKidd        | Andy Reaser                | 9 maja 2019          | 22 maja 2019                   | #15.24 |
| 342 | 25 | Jump into the Fog               | Skacz do mgły                | Debbie Allen        | Krista Vernoff             | 16 maja 2019         | 29 maja 2019                   | #15.25 |

## Sezon 16 (2019–2020)
| Nr ogółem | Nr w sezonie | Tytuł                        | Polski tytuł                     | Reżyseria           | Scenariusz                  | Premiera (ABC)       | Premiera w Polsce (Fox) | Kod    |
| --------- | ------------ | ---------------------------- | -------------------------------- | ------------------- | --------------------------- | -------------------- | ----------------------- | ------ |
| 343       | 1            | Nothing Left to Cling To     | Bez punktu zaczepienia           | Debbie Allen        | Krista Vernoff              | 26 września 2019     | 20 listopada 2019       | #16.01 |
| 344       | 2            | Back in the Saddle           | Z powrotem w siodle              | Kevin McKidd        | Meg Marinis                 | 3 października 2019  | 20 listopada 2019       | #16.02 |
| 345       | 3            | Reunited                     | Znowu razem                      | Michael Medico      | Andy Reaser                 | 10 października 2019 | 27 listopada 2019       | #16.03 |
| 346       | 4            | It's Raining Men             | Ulewa facetów                    | Michael Watkins     | Mark Driscoll               | 17 października 2019 | 4 grudnia 2019          | #16.04 |
| 347       | 5            | Breathe Again                | Odetchnij raz jeszcze            | Chandra Wilson      | Elisabeth R. Finch          | 24 października 2019 | 11 grudnia 2019         | #16.05 |
| 348       | 6            | Whistlin' Past the Graveyard | Spacer po cmentarzysku           | Pete Chatmon        | Julie Wong                  | 24 października 2019 | 18 grudnia 2019         | #16.06 |
| 349       | 7            | Papa Don't Preach            | Nie pouczaj mnie                 | Daniel Willis       | Jalysa Conway               | 7 listopada 2019     | 29 stycznia 2020        | #16.07 |
| 350       | 8            | My Shot                      | Moja szansa                      | Debbie Allen        | Meg Marinis                 | 14 listopada 2019    | 5 lutego 2020           | #16.08 |
| 351       | 9            | Let's All Go to the Bar      | Idziemy się napić                | Kevin McKidd        | Kiley Donovan               | 21 listopada 2019    | 12 lutego 2020          | #16.09 |
| 352       | 10           | Help Me Through the Night    | Pomóż mi przetrwać noc           | Allison Liddi-Brown | Lynne E. Litt               | 23 stycznia 2020     | 19 lutego 2020          | #16.10 |
| 353       | 11           | A Hard Pill to Swallow       | Gorzka pigułka                   | Michael Medico      | Adrian Wenner               | 30 stycznia 2020     | 26 lutego 2020          | #16.11 |
| 354       | 12           | The Last Supper              | Ostatnia wieczerza               | Nicole Rubio        | Jason Ganzel                | 6 lutego 2020        | 4 marca 2020            | #16.12 |
| 355       | 13           | Save the Last Dance for Me   | Zachowaj dla mnie ostatni taniec | Jesse Williams      | Tameson Duffy               | 13 lutego 2020       | 11 marca 2020           | #16.13 |
| 356       | 14           | A Diagnosis                  | Diagnoza                         | Greg Evans          | Julie Wong                  | 20 lutego 2020       | 18 marca 2020           | #16.14 |
| 357       | 15           | Snowblind                    | Ślepota śnieżna                  | Linda Klein         | Meg Marinis                 | 27 lutego 2020       | 25 marca 2020           | #16.15 |
| 358       | 16           | Leave A Light On             | Zostaw włączone światło          | Debbie Allen        | Elizabeth Finch             | 5 marca 2020         | 1 kwietnia 2020         | #16.16 |
| 359       | 17           | Life on Mars?                | Życie na Marsie?                 | Michael Watkins     | Jase Miles-Perez            | 12 marca 2020        | 8 kwietnia 2020         | #16.17 |
| 360       | 18           | Give a Little Bit            | Daj choć trochę                  | Kevin McKidd        | Zoanne Clack                | 19 marca 2020        | 15 kwietnia 2020        | #16.18 |
| 361       | 19           | Love of My Life              | Miłość mojego życia              | Allison Liddi-Brown | Kiley Donovan,Andy Reaser   | 26 marca 2020        | 22 kwietnia 2020        | #16.19 |
| 362       | 20           | Sing It Again                | Zaśpiewaj to jeszcze raz         | Michael Watkins     | Jess Righthand              | 2 kwietnia 2020      | 29 kwietnia 2020        | #16.20 |
| 363       | 21           | Put on a Happy Face          | Rozchmurz się                    | Deborah Pratt       | Mark Driscoll,Tameson Duffy | 9 kwietnia 2020      | 6 maja 2020             | #16.21 |

## Sezon 17 (2020–2021)
| Nr ogółem | Nr w sezonie | Tytuł                              | Polski tytuł                 | Reżyseria           | Scenariusz                       | Premiera (ABC)    | Premiera w Polsce (Fox) | Kod    |
| --------- | ------------ | ---------------------------------- | ---------------------------- | ------------------- | -------------------------------- | ----------------- | ----------------------- | ------ |
| 364       | 1            | All Tomorrow's Parties             | Jutrzejsze imprezy           | Debbie Allen        | Andy Reaser Lynne E. Litt        | 12 listopada 2020 | 13 stycznia 2021        | #17.01 |
| 365       | 2            | The Center Won't Hold              | Środek nie wytrzyma          | Debbie Allen        | Andy Reaser Jase Miles-Perez     | 12 listopada 2020 | 13 stycznia 2021        | #17.02 |
| 366       | 3            | My Happy Ending                    | Mój Happy End                | Kevin McKidd        | Meg Marinis                      | 19 listopada 2020 | 20 stycznia 2021        | #17.03 |
| 367       | 4            | You'll Never Walk Alone            | Nigdy nie będziesz szedł sam | Allison Liddi-Brown | Julie Wong                       | 3 grudnia 2020    | 27 stycznia 2021        | #17.04 |
| 368       | 5            | Fight the Power                    | Walka z władzą               | Michael Watkins     | Zoanne Clack                     | 10 grudnia 2020   | 3 lutego 2021           | #17.05 |
| 369       | 6            | No Time for Despair                | To nie czas na rozpaczanie   | Pete Chatmon        | Felicia Pride                    | 17 grudnia 2020   | 10 lutego 2021          | #17.06 |
| 370       | 7            | Helplessly Hoping                  | Bezradność i nadzieja        | Nicole Rubio        | Elizabeth R. Finch               | 11 marca 2021     | 31 marca 2021           | #17.07 |
| 371       | 8            | It's All Too Much                  | Zbyt wiele na raz            | Debbie Allen        | Adrian Wenner                    | 18 marca 2021     | 7 kwietnia 2021         | #17.08 |
| 372       | 9            | In My Life                         | W moim życiu                 | Kevin McKidd        | Tameson Duffy                    | 25 marca 2021     | 14 kwietnia 2021        | #17.09 |
| 373       | 10           | Breathe                            | Oddychaj                     | Linda Klein         | Mark Driscoll                    | 1 kwietnia 2021   | 21 kwietnia 2021        | #17.10 |
| 374       | 11           | Sorry Doesn't Always Make It Right | Przeprosiny to za mało       | Giacomo Gianniotti  | Julie Wong                       | 8 kwietnia 2021   | 28 kwietnia 2021        | #17.11 |
| 375       | 12           | Sign O' the Times                  | Znak czasów                  | Michael Medico      | Jase Miles-Perez                 | 15 kwietnia 2021  | 5 maja 2021             | #17.12 |
| 376       | 13           | Good as Hell                       | Diabelsko dobrze             | Michael Watkins     | Zoanne Clack                     | 22 kwietnia 2021  | 12 maja 2021            | #17.13 |
| 377       | 14           | Look Up Child                      | Głowa do góry                | Debbie Allen        | Elizabeth R. Finch Felicia Pride | 6 maja 2021       | 19 maja 2021            | #17.14 |
| 378       | 15           | Tradition                          | Tradycja                     | Kevin McKidd        | Jess Righthand                   | 20 maja 2021      | 2 czerwca 2021          | #17.15 |
| 379       | 16           | I'm Still Standing                 | Nie upadnę                   | Michael Watkins     | Meg Marinis Andy Reaser          | 27 maja 2021      | 9 czerwca 2021          | #17.16 |
| 380       | 17           | Someone Saved My Life Tonight      | Ktoś uratował mi życie       | Kevin McKidd        | Andy Reaser Meg Marinis          | 3 czerwca 2021    | 16 czerwca 2021         | #17.17 |

## Sezon 18 (2021–2022)
| Nr ogółem | Nr w sezonie | Tytuł                              | Polski tytuł                  | Reżyseria           | Scenariusz                | Premiera (ABC)       | Premiera w Polsce (Fox) | Kod    |
| --------- | ------------ | ---------------------------------- | ----------------------------- | ------------------- | ------------------------- | -------------------- | ----------------------- | ------ |
| 381       | 1            | Here Comes the Sun                 | Znów wychodzi słońce          | Debbie Allen        | Meg Marinis               | 30 września 2021     | 8 grudnia 2021          | #18.01 |
| 382       | 2            | Some Kind of Tomorrow              | Jutro też jest dzień          | Kevin McKidd        | Felicia Pride             | 7 października 2021  | 15 grudnia 2021         | #18.02 |
| 383       | 3            | Hotter Than Hell                   | Goręcej niż w piekle          | Chandra Wilson      | Jamie Denbo               | 14 października 2021 | 22 grudnia 2021         | #18.03 |
| 384       | 4            | With a Little Help From My Friends | Z pomocą przyjaciół           | Michael Watkins     | Jess Righthand            | 21 października 2021 | 29 grudnia 2021         | #18.04 |
| 385       | 5            | Bottle Up and Explode!             | Nagły wybuch                  | Lindsay Cohen       | Kiley Donovan Beto Skubs  | 11 listopada 2021    | 5 stycznia 2022         | #18.05 |
| 386       | 6            | Everyday Is a Holiday (With You)   | Z Tobą codziennie jest święto | Tony Phelan         | Meg Marinis               | 18 listopada 2021    | 12 stycznia 2022        | #18.06 |
| 387       | 7            | Today Was a Fairytale              | Bajeczny dzień                | Debbie Allen        | Julie Wong                | 9 grudnia 2021       | 2 marca 2022            | #18.07 |
| 388       | 8            | It Came Upon a Midnight Clear      | W świąteczną noc              | Michael Watkins     | Jase Miles-Perez          | 16 grudnia 2021      | 9 marca 2022            | #18.08 |
| 389       | 9            | No Time to Die                     | Nie czas umierać              | Linda Klein         | Krista Vernoff            | 24 lutego 2022       | 16 marca 2022           | #18.09 |
| 390       | 10           | Living In a House Divided          | W skłóconym domu              | Allison Liddi-Brown | Jamie Denbo               | 3 marca 2022         | 23 marca 2022           | #18.10 |
| 391       | 11           | Legacy                             | Dziedzictwo                   | Kevin McKidd        | Mark Driscoll             | 10 marca 2022        | 30 marca 2022           | #18.11 |
| 392       | 12           | The Makings of You                 | Wszystko, czym jesteś         | Debbie Allen        | Felicia Pride             | 17 marca 2022        | 6 kwietnia 2022         | #18.12 |
| 393       | 13           | Put the Squeeze On Me              | Zdaj się na mnie              | Allison Liddi-Brown | Julie Wong                | 24 marca 2022        | 13 kwietnia 2022        | #18.13 |
| 394       | 14           | Road Trippin’                      | W trasie                      | Linda Klein         | Beto Skubs                | 31 marca 2022        | 20 kwietnia 2022        | #18.14 |
| 395       | 15           | Put It to the Test                 | Trzeba to sprawdzić           | Kevin McKidd        | Zoanne Clack              | 7 kwietnia 2022      | 27 kwietnia 2022        | #18.15 |
| 396       | 16           | Should I Stay or Should I Go       | Zostać czy odejść             | Michael Watkins     | Jase Miles-Perez          | 5 maja 2022          | 25 maja 2022            | #18.16 |
| 397       | 17           | I’ll Cover You                     | Ubezpieczam Cię               | Debbie Allen        | Emily CulverKiley Donovan | 12 maja 2022         | 1 czerwca 2022          | #18.17 |
| 398       | 18           | Stronger Than Hate                 | Silniej od nienawiści         | Chandra Wilson      | Julie Wong                | 19 maja 2022         | 8 czerwca 2022          | #18.18 |
| 399       | 19           | Out for Blood                      | Żądza krwi                    | Kevin McKidd        | Meg Marinis               | 26 maja 2022         | 15 czerwca 2022         | #18.19 |
| 400       | 20           | You Are the Blood                  | Moja krew                     | Debbie Allen        | Krista Vernoff            | 26 maja 2022         | 22 czerwca 2022         | #18.20 |

## Sezon 19 (2022–2023)
| Nr ogółem | Nr w sezonie | Tytuł                               | Polski tytuł                      | Reżyseria            | Scenariusz                | Premiera (ABC)       | Premiera w Polsce (Fox) | Kod    |
| --------- | ------------ | ----------------------------------- | --------------------------------- | -------------------- | ------------------------- | -------------------- | ----------------------- | ------ |
| 401       | 1            | Everything Has Changed              | Wszystko się zmieniło             | Debbie Allen         | Krista Vernoff            | 6 października 2022  | 8 marca 2023            | #19.01 |
| 402       | 2            | Wasn’t Expecting That               | To było niespodziewane            | Pete Chatmon         | Meg Marinis               | 13 października 2022 | 15 marca 2023           | #19.02 |
| 403       | 3            | Let’s Talk About Sex                | Porozmawiajmy o seksie            | Kevin McKidd         | Michelle Lirtzman         | 20 października 2022 | 22 marca 2023           | #19.03 |
| 404       | 4            | Haunted                             | Nawiedzony                        | Amyn Kaderali        | Jamie Denbo               | 27 października 2022 | 29 marca 2023           | #19.04 |
| 405       | 5            | When I Get to the Border            | Gdy docieram do granicy           | Jesse Williams       | Julie Wong                | 3 listopada 2022     | 5 kwietnia 2023         | #19.05 |
| 406       | 6            | Thunderstruck                       | Jak rażeni piorunem               | Michael Watkins      | Jase Miles-Perez          | 10 listopada 2022    | 12 kwietnia 2023        | #19.06 |
| 407       | 7            | I’ll Follow the Sun                 | W stronę słońca                   | Debbie Allen         | Krista Vernoff            | 23 lutego 2023       | 19 kwietnia 2023        | #19.07 |
| 408       | 8            | All Star                            | Gwiazda sportu                    | Allison Liddi-Brown  | Briana Belser             | 2 marca 2023         | 26 kwietnia 2023        | #19.08 |
| 409       | 9            | Love Don’t Cost a Thing             | Miłość nic nie kosztuje           | Kevin McKidd         | Jess Righthand            | 9 marca 2023         | 10 maja 2023            | #19.09 |
| 410       | 10           | Sisters Are Doin’ It for Themselves | Siła sióstr                       | Linda Klein          | Tameson Duffy             | 16 marca 2023        | 17 maja 2023            | #19.10 |
| 411       | 11           | Training Day                        | Dzień szkolenia                   | Kim Raver            | Meg MarinisJulie Wong     | 23 marca 2023        | 24 maja 2023            | #19.11 |
| 412       | 12           | Pick Yourself Up                    | Podnieś się                       | Kevin McKidd         | Scott D. Brown            | 30 marca 2023        | 31 maja 2023            | #19.12 |
| 413       | 13           | Cowgirls Don’t Cry                  | Kowbojki nie płaczą               | Chandra Wilson       | Mark Driscoll             | 6 kwietnia 2023      | 7 czerwca 2023          | #19.13 |
| 414       | 14           | Shadow of Your Love                 | Cień Twojej miłości               | Allison Liddi-Brown  | Beto Skubs                | 13 kwietnia 2023     | 14 czerwca 2023         | #19.14 |
| 415       | 15           | Mama Who Bore Me                    | Mamo, która mnie urodziłaś        | Linda Klein          | Alyssa Margarite Jacobson | 13 kwietnia 2023     | 21 czerwca 2023         | #19.15 |
| 416       | 16           | Gunpowder and Lead                  | Proch i ołów                      | Morenike Joela Evans | Michelle Lirtzman         | 20 kwietnia 2023     | 28 czerwca 2023         | #19.16 |
| 417       | 17           | Come Fly With Me                    | Odleć ze mną                      | Amyn Kaderali        | Kingsley Ume              | 4 maja 2023          | 5 lipca 2023            | #19.17 |
| 418       | 18           | Ready to Run                        | Gotowi do biegu                   | Allison Liddi-Brown  | Julie Wong                | 11 maja 2023         | 12 lipca 2023           | #19.18 |
| 419       | 19           | Wedding Bell Blues                  | Czekając na ślub                  | Kevin McKidd         | Krista VernoffMeg Marinis | 18 maja 2023         | 19 lipca 2023           | #19.19 |
| 420       | 20           | Happily Ever After?                 | I żyli potem długo i szczęśliwie? | Debbie Allen         | Meg Marinis               | 18 maja 2023         | 26 lipca 2023           | #19.20 |

## Sezon 20 (2024)
| Nr ogółem | Nr w sezonie | Tytuł                  | Polski tytuł                     | Reżyseria            | Scenariusz                  | Premiera (ABC)   | Premiera w Polsce (FX) | Kod  |
| --------- | ------------ | ---------------------- | -------------------------------- | -------------------- | --------------------------- | ---------------- | ---------------------- | ---- |
| 421       | 1            | We’ve Only Just Begun  | To był ledwo początek            | Kevin McKidd         | Meg Marinis                 | 14 marca 2024    | 8 maja 2024            | 2001 |
| 422       | 2            | Keep the Family Close  | Rodziny trzymaj się blisko       | Allison Liddi-Brown  | Briana BelserJess Righthand | 21 marca 2024    | 15 maja 2024           | 2002 |
| 423       | 3            | Walk on the Ocean      | Spacer brzegiem oceanu           | Debbie Allen         | Mark DriscollBeto Skubs     | 28 marca 2024    | 22 maja 2024           | 2003 |
| 424       | 4            | Baby Can I Hold You    | Czy mogę Cię przytulić, skarbie? | Morenike Joela Evans | Jase Miles-Perez            | 4 kwietnia 2024  | 29 maja 2024           | 2004 |
| 425       | 5            | Never Felt So Alone    | Samotny jak nigdy                | Debbie Allen         | Tameson DuffyKingsley Ume   | 11 kwietnia 2024 | 5 czerwca 2024         | 2005 |
| 426       | 6            | The Marathon Continues | Maratonu ciąg dalszy             | Amyn Kaderali        | Sandra Hamada               | 2 maja 2024      | 12 czerwca 2024        | 2006 |
| 427       | 7            | She Used to Be Mine    | Kiedyś była moja                 | Debbie Allen         | Scott D. BrownJamie Denbo   | 9 maja 2024      | 19 czerwca 2024        | 2007 |
| 428       | 8            | Blood, Sweat and Tears | Krew, pot i łzy                  | Chandra Wilson       | Megan Chan Meinero          | 16 maja 2024     | 26 czerwca 2024        | 2008 |
| 429       | 9            | I Carry Your Heart     | Noszę Twoje serce                | Kevin McKidd         | Michelle Lirtzman           | 23 maja 2024     | 3 lipca 2024           | 2009 |
| 430       | 10           | Burn It Down           | Do gołej ziemi                   | Debbie Allen         | Julie Wong                  | 30 maja 2024     | 10 lipca 2024          | 2010 |

## Odcinki specjalne
| Nr | Tytuł                                                       | Tytuł polski                                    | Premiera         | Kod   |
| -- | ----------------------------------------------------------- | ----------------------------------------------- | ---------------- | ----- |
| 1  | Straight to the Heart                                       | Prosto w serce                                  | 8 stycznia 2006  | S#0.1 |
| 2  | Under Pressure                                              | Pod presją                                      | 23 kwietnia 2006 | S#0.2 |
| 3  | Complications of the Heart                                  | Komplikacje sercowe                             | 21 września 2006 | S#0.3 |
| 4  | Every Moment Counts                                         | Każda chwila się liczy                          | 12 kwietnia 2007 | S#0.4 |
| 5  | Come Rain or Shine: From Grey’s Anatomy to Private Practice | Ostry Dyżur: od Chirurgów do Prywatnej Praktyki | 19 września 2007 | S#0.5 |

## Wydania DVD
| Seria | Seria | Wydanie DVD      | Wydanie DVD         | Wydanie DVD          | Wydanie DVD |
| Seria | Seria | Region 1         | Region 2            | Region 4             | Płyt        |
| ----- | ----- | ---------------- | ------------------- | -------------------- | ----------- |
|       | 1     | 14 stycznia 2006 | 10 lipca 2006       | 26 kwietnia 2006     | 2           |
|       | 2     | 12 września 2006 | 28 maja 2007        | 10 stycznia 2007     | 6           |
|       | 3     | 11 września 2007 | 15 września 2007    | 31 października 2007 | 7           |
|       | 4     | 9 września 2008  | 23 listopada 2009   | 5 listopada 2008     | 5           |
|       | 5     | 15 września 2009 | 23 sierpnia 2010    | 4 listopada 2009     | 7           |
|       | 6     | 14 września 2010 | 5 grudnia 2011      | 3 listopada 2010     | 6           |
|       | 7     | 13 września 2011 | 28 maja 2012        | 2 listopada 2011     | 6           |
|       | 8     | 4 września 2012  | 3 grudnia 2012      | 17 października 2012 | 6           |
|       | 9     | 27 sierpnia 2013 | 4 listopada 2013    | 2 października 2013  | 6           |
|       | 10    | 2 września 2014  | 3 listopada 2014    | 8 października 2014  | 6           |
|       | 11    | 18 sierpnia 2015 | 5 października 2015 | 7 października 2015  | 6           |